# Miroslav Tichý
Miroslav Tichý (20. listopadu 1926 Nětčice – 12. dubna 2011 Veselí nad Moravou ) byl český fotograf a malíř.

## Biografie

### 1926 – 40. léta (studia)
Narodil se 20. listopadu 1926 v moravských Nětčicích (dnešní součást města Kyjov). Od roku 1930 s malými přestávkami žil v Kyjově, kde vystudoval gymnázium. Po válce, v letech 1945–1948, studoval na pražské Akademii výtvarných umění v ateliéru Jána Želibského. Z toho v letech 1945–1946 absolvoval přípravný ročník, následující dva roky pak už regulérní studium ve zmíněném ateliéru. V něm byl uznáván jako dobrý kreslíř a mezi spolužáky byl oblíben především pro svůj humor. V létě 1948 odešel ze studií, zřejmě z osobních a politických důvodů.

### 40. léta – konec 60. let (výtvarné dílo)
V padesátých letech se obracel k avantgardě, impresionismu a kubismu. Ke svým vzorům počítá především Picassa, Matisse a Cézanna. V druhé polovině 50. let přestal malovat. Naposledy vystavoval na skupinové výstavě „Umění mladých umělců Československa“ v Brně.
V šedesátých letech došlo k jeho definitivní rezignaci na aktuální společenské a kulturní dění. V této době vznikají pouze kresby, jejichž tématem je převážně žena. Zachovalo se jich několik set. V tomto období vytvořil také 100 až 200 kusů olejomaleb.
Jeho kresby se během 20 let tvůrčí činnosti postupně zjednodušovaly a rozvíjelo se v nich soustředění na detail.
V 70. a 80. letech došlo k výraznému útlumu tvorby kreseb (výjimkou je krátké období, ve kterém vytvářel grafiky).

### Konec 60. let – poč. 90. let (fotografie)
Přechod k fotografii byl urychlen v 70. letech, když byl nucen opustit ateliér nacházející se ve znárodněném domě jeho rodiny, neboť ten měl napříště sloužit potřebám výrobního družstva. Tichý doplňuje: „Obrazy už byly namalovaný, kresby nakreslený. Tak co jsem měl dělat? Hledal jsem nové prostředky. Pomocí fotografování jsem spatřil všechno nově, byl to nový svět.“
Fotografií se zabýval od konce 60. let. Aparáty i zvětšovací přístroje si konstruoval sám z vyřazeného vybavení, plechovek, pivních zátek, brýlových skel a dalších materiálů.
Objektem focení byly téměř výhradně ženy, které zachycoval na kyjovských ulicích a koupališti. Kromě tohoto převažujícího motivu zachycoval oblíbená místa v Kyjově a domácí zátiší.
Fotografii se věnoval až do počátku 90. let, kdy s tvorbou definitivně přestal.
Sám k tomu říkal: „Já jsem měl normu: tolik a tolik udělám snímků za den, tolik a tolik udělám snímků za pět roků, a když jsem to udělal, tak jsem s tím skončil.“
Zemřel 12. dubna 2011 v léčebně dlouhodobě nemocných ve Veselí nad Moravou.

#### Způsob práce
Kupoval 60 mm filmy a aby ušetřil, stříhal je na dva pruhy. Aparáty byly (až na jeho první, který zdědil po svém otci) zásadně vlastní výroby. Vyráběl si je pro potěchu, protože ho to bavilo, nikoliv z nedostatku financí. Své fotografie (i s odstupem mnoha let) někdy „vylepšoval“ tužkou (zvýraznění kontur).
Pracoval jako voyeur – fotografie pořizoval fotoaparátem většinou schovaným pod svetrem. Ve vhodném okamžiku aparát odkryl a stiskl spoušť, aniž by se díval hledáčkem. Říká, že tímto způsobem „trefí i vlaštovku v letu.“
Charakteristické rysy jeho fotografií: vše je přesvětleno nebo podsvětleno, nedoostřeno, negativy poškrábané.

### Počátek 90. let – současnost
Přišel do povědomí mimo Kyjov (kde byl vnímán jako podivín a šmírák a kde mnozí myslí, že fotografování je pouze zástěrkou pro jeho voyeurství) teprve na konci 90. let zásluhou Romana Buxbauma, který vlastní některé jeho fotografie. A převážně z nich vzniklo několik výstav, se kterými pan Tichý nesouhlasil a nikdy nedal k výstavám svolení. Buxbauma neměl rád, tento ho nesměl navštěvovat a posledních pět let života s ním nebyl v kontaktu. Pan Tichý tvrdil, že Buxbaum není lékař, jen se za něho vydává, a také ručně vyrobené fotoaparáty mu nikdy nepůjčil.
První samostatná výstava se uskutečnila v roce 2004 na Bienále v Seville. V roce 2005 následovala velká retrospektiva ve výstavní síni Kunsthaus v Curychu.
V roce 2006 pak vznikla v Domě umění města Brna jeho první výstava v České republice, kde mu vzdal hold i známý britský skladatel Michael Nyman, který na výstavu osobně přijel a uskutečnil zde jeden ze svých koncertů.
Na prestižním festivalu fotografie v Arles v roce 2005 získal cenu objev roku.
Jeho fotografie se v současné době[kdy?] prodávají až za 10 000 eur (kolem 250 000 korun). Jemu samotnému byly fotografie i peníze, co se kolem nich točily, lhostejné[zdroj?].

## Svéráz Miroslava Tichého

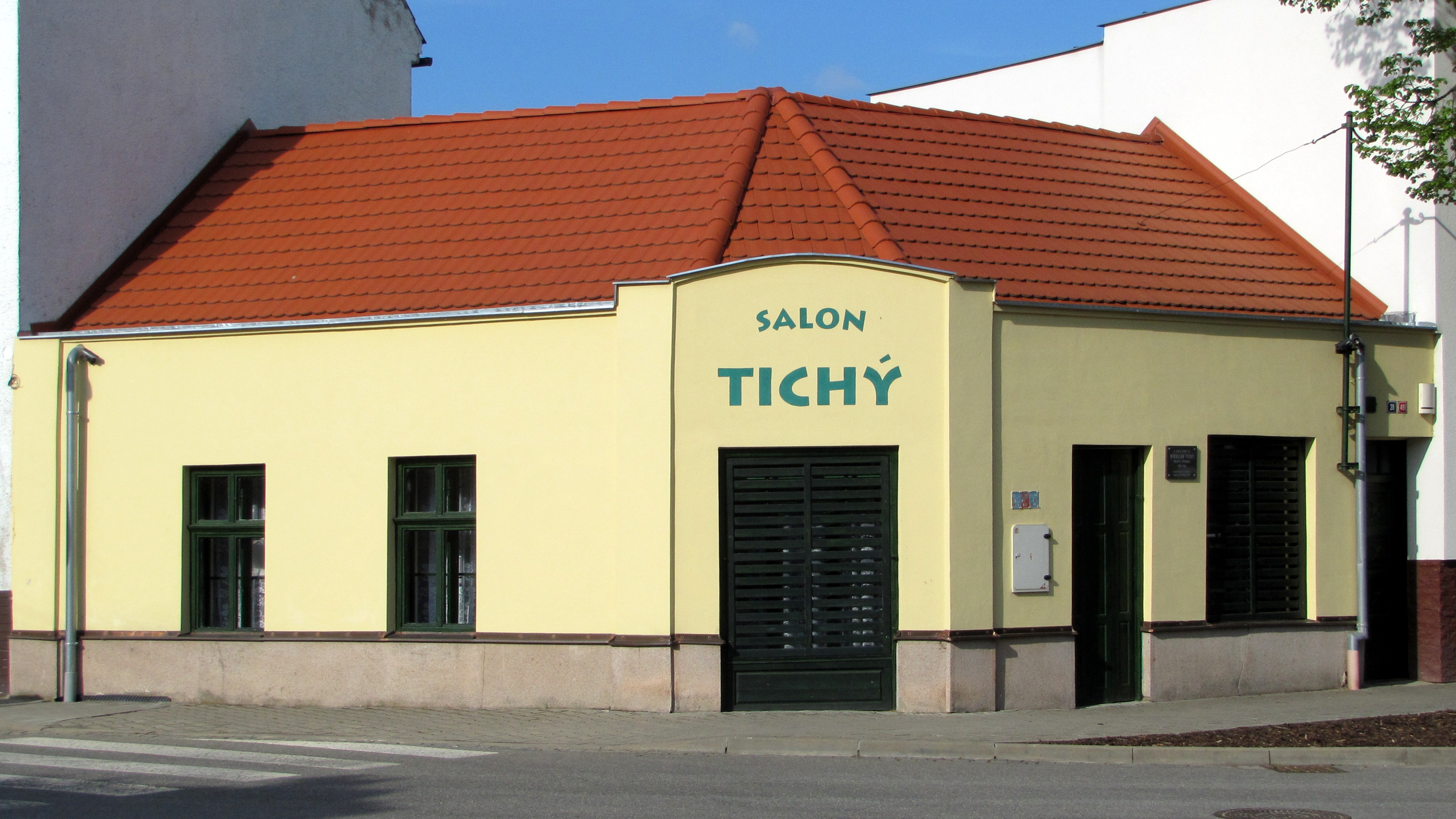
Dům Miroslava Tichého v Kyjově, Svatoborská č. 28

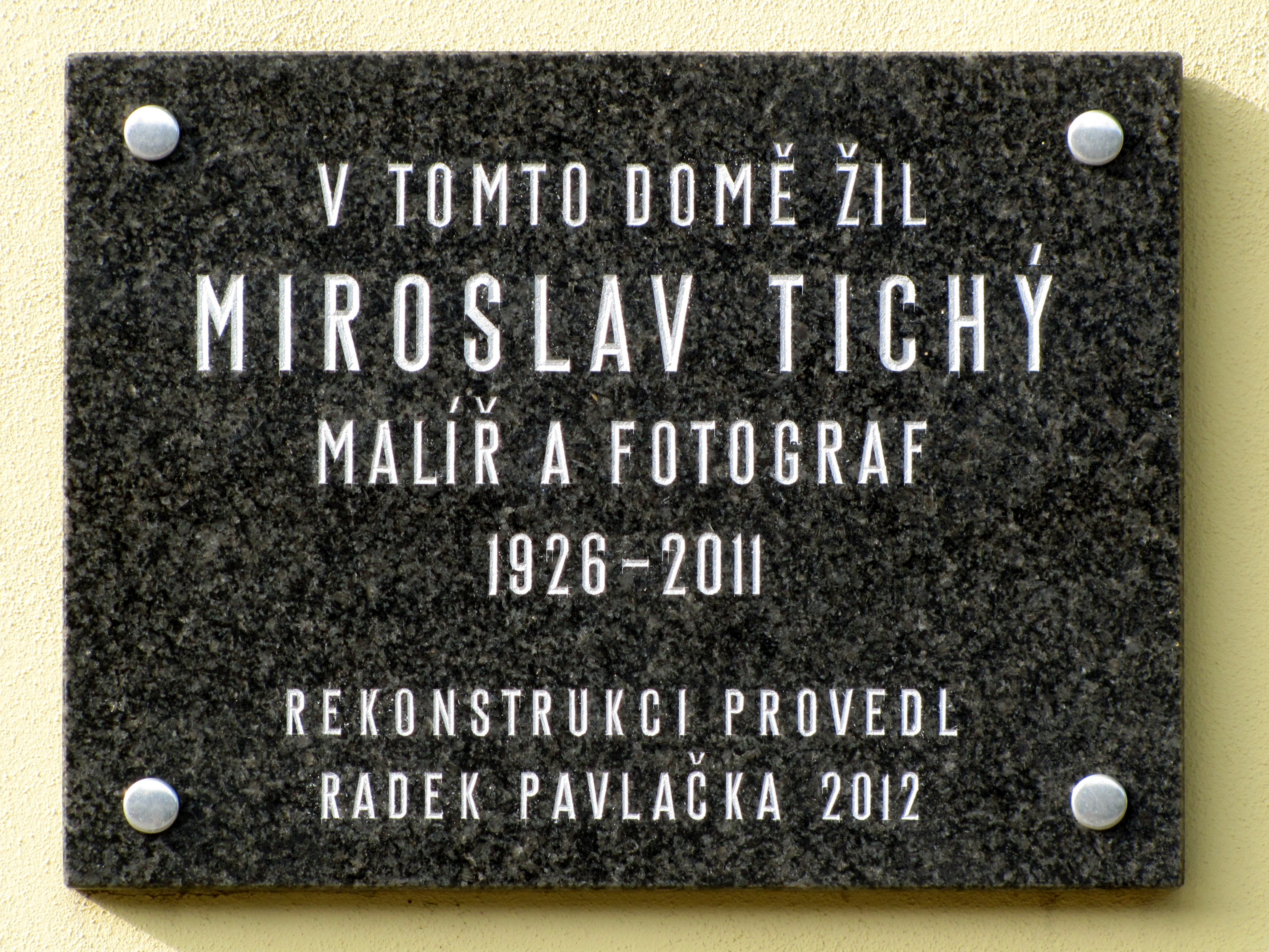
Pamětní deska na domě Miroslava Tichého

Odmítal se podrobovat všem vnějším tlakům a konvencím. Vlasy si nestříhal, nemyl se, oděv nosil pouze jeden. Když se roztrhl nebo prodřel, zalátal ho provázkem nebo drátem.
Ve svém odmítání okolního světa byl důsledný. Nevystavoval své malby (vyjma několika raných výstav v padesátých letech) a později ani fotografie. Choval se k nim s náležitým odstupem – fotky a malby se porůznu povalovaly v jeho domku, prášilo se na ně, bylo po nich šlapáno, svačil na nich. Spousta jich byla potrhaných a okousaných od myší či politých kávou. Na jeho obrazech se nacházela silná vrstva prachu, jejíž odstranění je bez restaurátorských postupu zřejmě nemožné. On sám si s tím poradil po svém. Když chtěl některý „neviditelný“ obraz někomu ukázat, přetřel jej vlhkým hadříkem, „čímž se stal průsvitným.“
Pro své podivínství byl v době temného stalinismu 50. let i později terčem represí státních složek. Sám k tomu říkal: „Já jsem celý život za komunistů dbal na to, abych byl co nejmíň zavřený, a přesto jsem byl osm roků zavřený. Toto není pravda, byl pouze ve vazbě , a to 6 měsíců, vše je v archívu VS Pankrác. K tomu pan Tichý dodává: to bylo tak, já jsem dostal odsouzení na dvanáct měsíců a matka dostala strach, že když mě dají do výkonu trestu, že mě tam ti gauneři zabijou. Pak se domluvila s advokátem, aby mě z tama dostal. Tož, co udělal advokát? Advokát mě nechal vyšetřit od psychiatrů.“
V období kolem jeho odchodu ze studií došlo ke změnám jeho psychiky, pobýval delší dobu v psychiatrické léčebně v Opavě u strýce již zmiňovaného R. Buxbauma. Jak to tedy bylo s jeho psychikou? On sám o tom říkal: „Blázni jsou ti, kterých je míň.“
Lze jej označit za stoika, skeptika, asketu, soliptika, či nihilistu se smyslem pro humor.
Jeho svébytný smysl pro humor ilustruje příhoda z doby, kdy se ho státní orgány v 70. letech pokoušely dostat do kriminálu. Během jednoho soudního přelíčení se ve zprávě uvádělo, že v jeho oděvu byly „s jistotou nalezeny dvě vši a kuchyňský šváb.“ Na soudcův dotaz, co může říci k tomuto obvinění, odpověděl: „Povolejte je jako svědky!“ 
Miroslav Tichý ale příhodu podával jinak: Jeho pověstný kabát doporučili vyčistit, vyprat nebo spálit, a to proto, že v něm byl nalezen šváb a blecha. Pan Tichý požádal, že by je chtěl vidět jako předmět doličný a soudce na to odvětil:„ To jste ještě neviděl švába a blechu?“.

## Kontroverze

### Kurátorská manipulace?
Jedni odborníci jeho dílo označují za úžasný objev a originální dílo. Druzí hovoří o dokonale zvládnuté kurátorské manipulaci, která se opírá o jeho osobní (mediálně velmi dobře prodejný) a Buxbaumem změněný životní příběh. Buxbaum věděl, co v zemích na západ od našich hranic nejvíc zapůsobí, bojovník proti totalitě, vláčený po věznicích a psychiatrických léčebnách. To však není případ Miroslava Tichého.
V Praze v roce 2006 proběhla největší výstava české fotografie dvacátého století. Proč nebyl na výstavě zastoupen Miroslav Tichý, fotograf, který byl představen nedávno před tím se slávou v Arles jako význačný objev? Na tuto otázku v rozhovoru pro portál photorevue.com odpověděl prof. Vladimír Birgus, jeden z autorů výstavy a historik fotografie: „Jsem trochu na rozpacích, i v Arles jsem slyšel názory, že je to příklad dokonale zvládnuté kurátorské manipulace, která význam amatérského autora z Kyjova, fotografujícího primitivními aparáty dívky na koupališti nebo při nakupování, přeceňuje. Druzí jej obdivují jako spontánní, úžasný objev. Pomáhal v tom i Harald Szeemann, jeden z nejvýznamnějších světových kurátorů umění, vystavoval ho v Seville. Samozřejmě známe obrovské objevy, kvůli kterým se musela přepisovat historie fotografie. Když se v šedesátých letech minulého století objevil Jacques Henri Lartigue, musel se pozměnit začátek živé fotografie: nejprogresivnější autor začátku dvacátého století už nebyl Atget. Nejsem si ale jist, jestli je případ rozostřených nevyretušovaných snímků od Miroslava Tichého ten, kvůli němuž se bude měnit historie české fotografie.“
Pavel Vančát v monografii Miroslav Tichý (vydal Torst) píše, že v případě jeho fotografií „můžeme mluvit o návratu nejen před modernu, ale i před samotné zakladatele fotografie; o příbuznosti s piktorialismem či dokonce s jeskynními malbami. Nic z toho však plně nevystihuje radikální autonomii a izolovanost jeho artefaktů od projektu ‚fotografie‘ jako moderního sociálního i uměleckého fenoménu, od oné fotografie, do níž jsme všichni zrozeni.“

## Citáty
- „Blázni jsou ti, kterých je míň.“
- „Já zvířata nejím! Poněvadž, podle mého názoru, zvíře je jako já. Má hlavu, má srdce, má nohy. Ještě bych k tomu přidal, že my se tomu zvířeti nemůžeme vyrovnat, protože my se tomu zvířeti nemůžeme vyrovnat, protože člověk má jenom dvě nohy a zvíře má čtyři! Lidi ty superexistence zabíjejí, aby se najedli, ale správně by si zasloužily ctihodný pohřeb se všemi poctami.“
- Myši jsou mé sestry. Jestli je zabiješ, zabiješ i mě! – reakce na sousedčin nápad nalíčit v domě pastičky
- „Žena je pro mě motiv. Nic jiného mě nezajímá. Se ženami jsem se nespustil. I když vidím ženu, která se mi líbí – a možná bych se mohl pokusit o nějaký kontakt – uvědomím si, že mě to vlastně nezajímá. Namísto toho si vezmu tužku a nakreslím ji. Erotika, to je stejně jenom sen. Svět, to je jenom zdání, to je naše iluze.“
- „Nožem jsem z plexiskla vykrojil čočku a pak jsem ji vyšmirgloval. … Samozřejmě že to fungovalo, když já něco dělám, tak to musí být přesný. Ovšem fungovalo to nepřesně a to bylo třeba právě to umění. … Pak tu čočku brousím na různých šmirglpapírech: nejdřív na hrubo, jemnější, jemnější… Až přes to bylo krásně vidět. No a co dál? Potřebuje se to vyleštit. To není problém: vezmeš si zubní pastu, mícháš to s cigaretovým popílkem, a teď to leštíš. No a s tím jsem fotografoval.“
- Odpověď na otázku, podle čeho vybírá fotografie: „Já jsem nic nevybíral. Já jsem to dal do zvětšováku, a teď jsem s tím jel a co se mi zdálo trochu podobný světu, tak jsem otisknul, to bylo všechno.“ Co znamená „podobné světu“? „Všechno, co je, to je svět. Co tam bylo trochu rozeznat, to jsem otiskl.“
- Reakce na skvrnu na fotografii: „To dělá tu poésii, tu malířskou kvalitu. Filosofie myslí abstraktně, ale fotografie je něco konkrétního, to je vjem. Oko, to, co vidíš. To musíš mít v první řadě špatný aparát! Jestli chceš být slavný, musíš něco dělat tak blbě, že tak blbě to na světě nikdo neudělá! Ne tak pěkně, krásně vypiplaný, to nikoho nezajímá.“
- „Náhoda, všechno je vlastně jen náhoda.“ (Chance, It's all just a chance.)

## Výstavy do roku 2016

### Samostatné výstavy
- 2005 – Galerie Judin, Zürich
- 2005 – Nolan/Eckman Gallery, New York
- 2005 – Galerie Arndt & Partner, Berlin
- 2005 – Kunsthaus Zürich
- 2005 – Zeno X Gallery, Antwerpen
- 2006 – DeHallen, Frans Hals Museum, Haarlem
- 2006 – Michael Hoppen Gallery, London (dohromady s Jacques-Henri Lartigue)
- 2006 – Dům umění města Brna, Brno
- 2006 – Galerie Judin, Zürich
- 2006 – Soleil Noir, Salzburger Kunstverein, Salzburg
- 2006 – Miroslav Tichý, De Hallen, Haarlem
- 2013 – Zephyr, Mannheim
- 2016 – Madrid’s Museum of Romanticism[2]

### Skupinové výstavy
- 1956 – Chirurgický pavilon nemocnice, Kyjov (s R. Fremund, B. Matal, I. Vaculková, V. Vaculka, V. Vašíček)
- 1958 – Umění mladých výtvarníků Československa, Dům umění, Brno
- 1990 – Von einer Welt zu'r Andern, Die Blaue Kunsthalle DuMont, Köln
- 2004 – Bienal Internacional de Arte Contemporáneo de Sevilla, Monasterio de La Cartuja, Sevilla
- 2005 – Arnulf Rainer et sa collection de l’Art Brut, La maison rouge, Paris
- 2005 – Prix de la découverte, Recontres de la Photografie, Magasin des Ateliers, Arles
- 2006 – Artists for Tichý – Tichý fot Artists, Moravská galerie, Brno